# Vladimir Tikhomirov
Wladimir Michailowitsch Tichomirow (em russo:  Владимир Михайлович Тихомиров; transcrição em inglês Vladimir Mikhailovich Tikhomirov; Moscou, 22 de novembro de 1934) é um matemático russo.
É conselheiro da Sociedade Matemática de Moscou.
Em 1991 publicou obra com três volumes de trabalhos selecionados de seu professor Andrei Kolmogorov.

## Obras
- com Viktor Wassiljewitsch Prasolow (Prasolov): Geometry, American Mathematical Society 2001
- Stories about Maxima and Minima, American Mathematical Society 1990
- com Wladimir Michailowitsch Alexejew, Sergei Fomin: Optimal Control, Washington D. C. , Consultants Bureau 1987
- com Alexander Dawidowitsch Joffe: Theory of extremal problems, Elsevier/North Holland 1979
- Editor: Mathematics and Mechanics, Kluwer 1991
- com G. G. Magaril-Ilyaev: Convex Analysis- theory and applications, American Mathematical Society 2003
- Analysis II - convex analysis and approximation theory, Encyclopedia of Mathematical Sciences, Springer Verlag (Herausgeber der Reihe ist R. V. Gamkredlidze)
- On Moscow Mathematics- then and now, in Zdravkovska, Duren The Golden Age of Moscow Mathematics, AMS 2007
- Approximation theory in the twentieth century, in Bolibruch, Osipov, Sinai (Herausgeber) Mathematical Events of the Twentieth Century, Springer 2006, S. 409
- Moscow mathematics 1950-1975, in Jean-Paul Pier Development of mathematics 1950-2000, Birkhäuser 2000